# Rockaway Beach (Oregón)
Rockaway Beach es una ciudad ubicada en el condado de Tillamook en el estado estadounidense de Oregón. En el año 2007 tenía una población de 1,276 habitantes y una densidad poblacional de 318 personas por km².

## Geografía
Rockaway Beach se encuentra ubicada en las coordenadas 45°36′48″N 123°56′34″O / 45.61333, -123.94278.

## Demografía
Según la Oficina del Censo en 2000 los ingresos medios por hogar en la localidad eran de $28,798 y los ingresos medios por familia eran $35,742. Los hombres tenían unos ingresos medios de $30,956 frente a los $21,776 para las mujeres. La renta per cápita para la localidad era de $17,766. Alrededor del 18.8% de la población estaban por debajo del umbral de pobreza.